# Venancio Ramos
Venancio Ramos (* 20. Juni 1959 in Artigas) ist ein ehemaliger uruguayischer Fußballspieler.

## Spielerkarriere

### Verein
Der Stürmer mit dem Spitznamen Chicharra begann seine Karriere in seiner Heimat bei Peñarol Montevideo. Dort war er zwischen 1977 und 1983 an mehreren Titelgewinnen beteiligt. So konnte er in dieser Zeit insgesamt vier uruguayische Meistertitel (1978, 1979, 1981, 1982) mit seiner Mannschaft erringen. Zudem gelang ihm mit Peñarol im Jahre 1982 sowohl der Gewinn des Copa Libertadores als auch des Weltpokals. 1984 wechselte er nach Europa zum RC Lens. Nach 18 Toren in 72 Spielen für den französischen Verein kehrte er zwei Jahre später nach Südamerika zurück und heuerte für eine Spielzeit beim argentinischen Club Independiente an. Anschließend führte ihn sein Weg wieder in sein Heimatland, wo er neben Stationen bei Racing, Defensor Sporting und El Tanque Sisley auch für Nacional Montevideo, den zweiten großen Club Montevideos und Erzrivalen seines Heimatvereins Peñarol, spielte.

### Nationalmannschaft
Ramos holte mit dem uruguayischen U-20-Nationalteam den Titel bei der U-20-Fußball-Südamerikameisterschaft 1977 (sieben Spiele/zwei Tore) und belegte mit der Mannschaft bei der Junioren-Fußballweltmeisterschaft 1977 den vierten Rang. Er war auch Mitglied der uruguayischen A-Nationalmannschaft, mit der er nicht nur siegreich die Mundialito zum Jahreswechsel 1980/81 bestritt, sondern auch an der Fußball-Weltmeisterschaft 1986 in Mexiko teilnahm. Auch gehörte er dem Team an, dass beim Nehru Cup 1982 den Titel gewann. Insgesamt absolvierte er von seinem Debüt am 24. Mai 1978 bis zu seinem letzten Einsatz am 30. Mai 1991 41 Länderspiele, in denen er fünf Tore erzielte. Auch nahm er mit Uruguay an der Beachsoccer-Weltmeisterschaft 1997 teil und belegte den zweiten Rang. Bei dieser Veranstaltung belegte er gleichauf mit dem Brasilianer Junior mit elf erzielten Treffern die Spitze der Torjägerliste.

### Erfolge

#### Verein
- Weltpokal: 1982
- Copa Libertadores: 1982
- Uruguayischer Meister: 1978, 1979, 1981, 1982

#### Nationalmannschaft
- U-20-Südamerikameister: 1977
- Mundialito: 1980/81
- Nehru Cup: 1982
- Vizeweltmeister im Beachsoccer: 1997
- Torschützenkönig der Beachsoccer-Weltmeisterschaft 1997

## Trainertätigkeit
Bei der FIFA-Beachsoccer-Weltmeisterschaft 2006 wirkte Ramos als Trainer der zweitplatzierten uruguayischen Nationalmannschaft. Auch in den Folgejahren hatte er bei den Turnieren 2007, 2008 und 2009 jene Funktion inne.